# Vojvodstvo Bretanja
Vojvodstvo Bretanja (bretonski: Dugelezh Vreizh, francuski: Duché de Bretagne) je bila srednjovekovana plemenska i feudalna država koja se nalazila na poluostrvu Armorika, zapadno od Mont-Sent-Mihaela i severno od Nanta, uključujući Ren i Van. Najvećim delom je pokrivala izvesnu Bretanju, regionu snažne tradicije nezavisnosti, uključujući i posebnu kulturu i bretonski jezik, a koja je bila veća od istoimene francuske pokrajine koja danas nosi to ime, Bretanja.
Uključenje Bretanje u Karolinško Carstvo osiguralo je da političke i društvene ustanove budu slične onima koje su bile u Zapadnoj Franačkoj. Sve do 10. veka Bretanju su pogađali česti vikinški napadi i vojvodska je vlast bila slaba.
Franački vladari su kao obrambeni pojas prema njima uspostavili Bretonsku marku, delom maraka Neustrije.
Bretanja nije imala posebni glavni grad. Kao glavni gradovi su de facto funkcionisali Nant, Ren i Van. Službeni jezik je bio francuski, a stanovnici su se služili bretonskim i jezikom galo. Naslov bretanjskog monarha je bio vojvoda, a jedno vreme i kralj.
Važni istorijski događaji ovog vojvodstva su bitka kod Jenglanda od 22. avgusta 851., koja je dovela do Angerskog sporazuma u septembru 851., čime je osigurana bretanjska nezavisnost. Drugi važni događaj je Unija Bretanje i Francuske od 13. avgusta 1532., koji je bio međukorak kojim je Francuska apsorbirala Vojvodstvo Bretanju u svoj sastav.